# Saison 2024-2025 du Stade Malherbe Caen
Maillots
Chronologie
Saison précédente Saison suivante
La saison 2024-2025 du Stade Malherbe Caen, club de football français, voit le club évoluer en Ligue 2. C'est la 34e saison du club normand à ce niveau.
Plus d'un an après l'annonce de sa mise en vente, l'été 2024 est marqué par le rachat du club par Kylian Mbappé, célèbre footballeur français, via sa société Coalition Capital. La nouvelle fait l'événement dans le monde du football. Dans les faits cependant, la nouvelle direction tarde à se mettre en place. L’entraîneur Nicolas Seube, porté par les bons résultats de la saison précédente, est confirmé à son poste mais ne reçoit pas les renforts attendus. Le buteur vedette Alexandre Mendy est lui retenu contre son gré.
L'équipe caennaise peine dès le début de saison et reste engluée dans le dernier tiers du classement, malgré le retour de Mendy qui devient en octobre le meilleur buteur de l'histoire du club. Nicolas Seube est remercié le 29 décembre après une série de quatre matchs sans victoire en championnat et une élimination en Coupe de France. Il est remplacé par le Portugais Bruno Baltazar, inconnu en France, qui concède sept défaites lors de ses sept premiers matchs, plongeant le club caennais au dernier rang en championnat. 
Baltazar est congédié à son tour le 18 février 2025 et remplacé par l'expérimenté Michel Der Zakarian, alors que les espoirs de maintien sont devenus minces. Après un bref sursaut, ce dernier ne parvient pas à redresser l'équipe qui continue de plonger et termine lointaine dernière. Le club est relégué en National, le 3e échelon du football francais, pour la première fois depuis plus de 40 ans.

## Historique

### Avant-saison
Le club passe devant la DNCG le 28 juin. L'actionnaire minoritaire Pierre-Antoine Capton se porte garant et aucune sanction n'est prise envers le club. La reprise de l’entraînement se tient le 1er juillet 2024 avec un staff technique inchangé, à commencer par l’entraîneur Nicolas Seube, auréolé des très bons résultats de la 2e partie de saison dernière, qui suit en parallèle sa formation au BEPF. 

L'effectif est essentiellement le même que la saison précédente : les contrats de Quentin Daubin, Syam Ben Youssef et Alexandre Coeff n'ont pas été prolongés et les prêts d'Amine Salama et Hianga'a Mbock n'ont pas donné suite, mais aucun des cinq n'était un titulaire important. Le club n'accueille aucune recrue mais cinq joueurs en retour de prêt : les jeunes attaquants Andréas Hountondji et Norman Bassette, qui ne cachent pas leur envie de départ, et les défenseurs Hugo Vandermersch, Emmanuel Ntim et Lamine Sy (ce dernier étant encore blessé pour plusieurs mois). Par contre, l'attaquant vedette Alexandre Mendy, meilleur buteur du championnat la saison passée, est sur le départ, avec l'aval de la direction. Nicolas Seube dit aussi espérer trouver une porte de sortie à l'un des deux gardiens de but, Anthony Mandrea, titulaire les saison passées, et Yannis Clementia, et annonce les mettre sur un pied d'égalité pendant la préparation. 

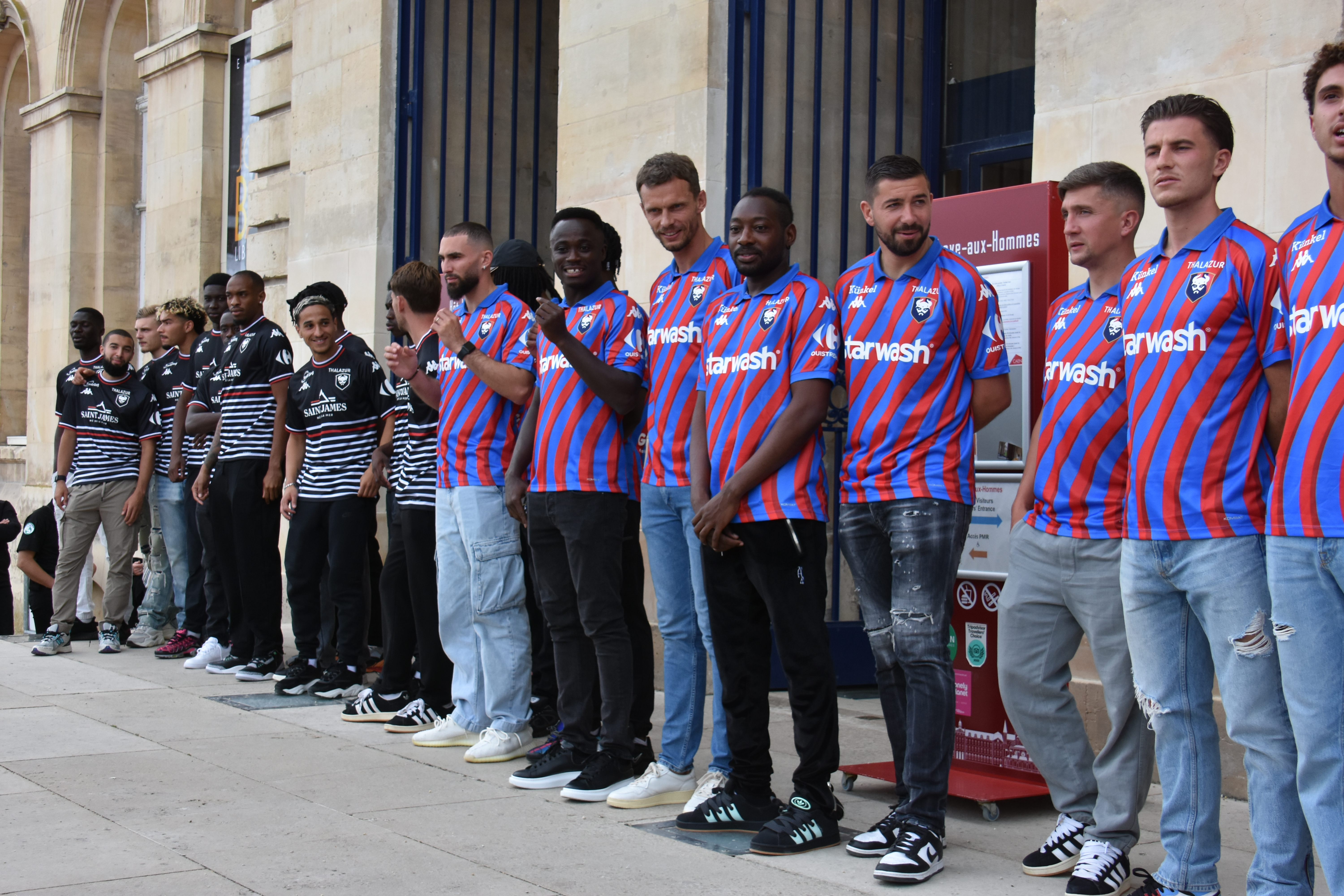
La présentation du nouveau maillot devant l'hôtel de ville de Caen le 10 juillet 2024

Alors que les rumeurs sur la vente du club se font de plus en plus insistantes, le premier match amical est disputé contre le FC Nantes, pensionnaire de Ligue 1, le 12 juillet. Sans Mendy ni Hontoundji, annoncés sur le départ, les Malherbistes s'inclinent 1-0. Les joueurs partent ensuite en stage à Crans-Montana, en Suisse, du 12 au 24 juillet, pendant lequel ils disputent un match contre le FC Annecy à Port-Valais le 20 juillet, perdu 3-1. De retour en Normandie, ils s'inclinent une nouvelle fois contre Le Mans, club de National, à Flers le 24 juillet, sur le score de 2 à 0. Le 27 juillet, l'équipe enregistre un inquiétant quatrième revers d'affilée face à Quevilly RM, autre club de National, sur le score de 2 à 1.
Le 31 juillet, après une négociation longue de plusieurs mois, le club annonce sa vente à Coalition Capital, fonds d'investissement appartenant au footballeur Kylian Mbappé. Dans les faits, Coalition Capital est une filiale d'Interconnected Ventures, société dirigée par Fayza Lamari, la mère du joueur. L'annonce fait grand bruit dans le milieu du football professionnel, de par la célébrité du joueur et son statut de capitaine de l'équipe de France, mais aussi de par la rareté de voir un footballeur devenir propriétaire d'un club professionnel au cours de sa carrière. La nouvelle nourrit beaucoup de fantasmes auprès des observateurs, du maire de Caen Aristide Olivier et de nombreux supporters, qui voient le club vite revenir en Ligue 1. On rappelle que le jeune Kylian Mbappé, quand il n'avait que 13 ans, avait failli signer à Caen pour y suivre sa formation. Le Stade Malherbe compte en début de saison 10 400 abonnés, un record pour le club en Ligue 2.
Dans les faits, le président Olivier Pickeu et son directeur sportif Yohan Eudeline, chargé notamment des transferts les saisons précédentes, sont écartés dès le mois de juillet ; le recrutement et la négociation des nouveaux contrats sont arrêtés,. Le 3 août, le club joue à Vire contre l'EA Guingamp. Le match se solde par une cinglante défaite 6-1. Gérard Prêcheur, ancien entraîneur des équipes féminines de l'Olympique lyonnais et du Paris SG, présent dans les tribunes, est annoncé par la presse comme le futur directeur technique du club. Le même jour, le Malherbe Normandy Kop, principal groupe de supporters du club, prend officiellement position contre les nouveaux horaires imposés par le diffuseur télévisé du championnat, BeIn Sports, qui fait avancer les matchs de Ligue 2 du samedi 19 h au vendredi soir. Le 8 août, le club prend officiellement à son tour position contre ce changement, et appelle le diffuseur à trouver une solution qui convienne à tout le monde.
Le dernier match amical, initialement prévu au stade Michel d'Ornano contre le Red Star, se joue finalement sur le terrain d’entraînement face au FC Versailles, le 10 août. Le match se solde par une première victoire 3-1, mais l'équipe perd sur blessure deux titulaires, Brahim Traoré (adducteurs) et Valentin Henry (mollet), qui manquent le début de saison. Mandrea, finalement maintenu comme gardien titulaire, ne cache pas sa frustration d'avoir été mis en concurrence.

#### Mercato
Dans l'attente de l'officialisation de la vente du club, le recrutement est gelé. Le club valide le 17 juillet le départ d'Andréas Hountondji, de retour de prêt, qui fait l'objet d'une offre importante par le club anglais de Burnley (4 à 5 millions d'euros et un pourcentage à la revente), mais bloque celui d'Alexandre Mendy, malgré les engagements de principe pris par le club la saison passée. Le joueur a trouvé un accord avec le club anglais de Sunderland, mais les deux clubs ne parviennent pas à s'entendre financièrement (Fayza Lamari laisse entendre en fin de saison qu'elle a refusé une offre de 700 000 euros, mais la presse d'alors indique qu'au moins une autre offre a été faite ensuite par le club anglais).
Après la vente du club, les médias affirment que les nouveaux propriétaires se posent la question du remplacement de l’entraîneur par un profil plus réputé, le nom de Zoumana Camara étant notamment cité dans la presse. Mais Nicolas Seube, arrivé au club en 2001 et particulièrement populaire auprès des supporters, est maintenu en poste.
Au mois d'août, la situation au club reste cependant floue : les anciens dirigeants ne sont plus en fonction, les nouveaux pas encore en place, et le recrutement prend du retard. La première recrue, annoncée le 6 août 2024, est Yann M'Vila, ancien international français âgé de 34 ans, qui connaît personnellement Kylian Mbappé et confie l'avoir eu au téléphone avant de signer, – contrairement à l’entraîneur Nicolas Seube qui déclare n'avoir pas échangé avec le nouveau propriétaire et qui n'a apparemment pas été consulté, ni présenté au joueur. Une deuxième recrue est annoncée le lundi 12 août avec un autre milieu de terrain, Lorenzo Rajot, en fin de contrat avec Rodez, qui signe pour trois ans,. Ce dernier avait semble-t-til trouvé un accord depuis longtemps avec l'ancienne direction, mais l'officialisation de son arrivée a été retardée par la vente du club. Le club annonce le départ de Norman Bassette pour Coventry le 21 août. Le jeune attaquant belge séchait l'entrainement et ne donnait plus de nouvelles au club depuis le match amical du 3 août. Le transfert est estimé à un peu plus de 2,5 millions d'euros.
Décidé à signer à Sunderland, Alexandre Mendy s'est préparé à l'écart, sans disputer les matchs amicaux ni participer au stage de pré-saison. Après que les nouveaux propriétaires lui ont signifié leur décision de le conserver, il accepte de revenir à l'entraînement le 13 août,, quelques jours seulement avant la première journée de championnat. Quelques jours plus tard, Nicolas Seube dit que Mendy « a pris acte du fait que le club ne voulait pas s’en séparer. Il a rectifié le tir, il vient tous les jours s’entraîner. La deuxième étape est qu’il soit tout le temps avec nous ». Concernant le jeune et prometteur attaquant Tidiam Gomis, les nouveaux dirigeants disent espérer pouvoir prolonger son contrat qui se termine en 2025, ce que l'ancienne direction n'avait pas pu obtenir. Fayza Lamari dira avoir rejeté une offre de transfert de l'Olympique de Marseille d'un million d'euros pendant l'été.
Le 27 août, le club annonce le recrutement de l'attaquant Kalifa Coulibaly, auteur de douze buts en Ligue 2 avec Quevilly RM la saison passée, pour une saison,. Le dernier jour du mercato, le 30 août, le club annonce l'arrivée d'un jeune ailier, Umaro Candé, en provenance du FC Porto, puis de Quentin Lecoeuche, un latéral gauche français du Real Saragosse. Cette dernière signature ouvre la porte au départ d'Ali Abdi, un des joueurs majeurs du club les saisons passées, qui n'a jamais caché ses envies de départ pour la Ligue 1 par le passé. Peu après la fin du mercato, les défenseurs latéraux Ali Abdi et Hugo Vandermersch partent respectivement à l'OGC Nice et Saint-Gall, en Suisse. Ce dernier justifie sa décision de partir par le flou important qui prédomine alors au club.
| Nom                | Nationalité   | Transfert (montant)    | Provenance/Destination   | Division            |
| Arrivées           | Arrivées      | Arrivées               | Arrivées                 | Arrivées            |
| ------------------ | ------------- | ---------------------- | ------------------------ | ------------------- |
| Norman Bassette    | Belgique      | Retour de prêt         | KV Mechelen              | Division 1A         |
| Hugo Vandermersch  | France        | Retour de prêt         | SV Elversberg            | Bundesliga 2        |
| Andréas Hountondji | Bénin         | Retour de prêt         | Rodez Aveyron Football   | Ligue 2             |
| Emmanuel Ntim      | Ghana         | Retour de prêt         | ESTAC Troyes             | Ligue 2             |
| Lamine Sy          | France        | Retour de prêt         | FC Rouen                 | National            |
| Yann M'Vila        | France        | Libre                  | West Bromwich Albion     | D2 anglaise         |
| Lorenzo Rajot      | France        | Libre                  | Rodez AF                 | Ligue 2             |
| Kalifa Coulibaly   | Mali          | Libre                  | Quevilly-Rouen Métropole | Ligue 2             |
| Umaro Candé        | Guinée-Bissau | Libre                  | FC Porto                 | Liga Portugal       |
| Quentin Lecoeuche  | France        | Libre                  | Real Saragosse           | LaLiga              |
| Départs            |               |                        |                          |                     |
| Andréas Hountondji | Bénin         | Transfert (env. 5M€)   | Burnley FC               | Championship        |
| Amine Salama       | France        | Retour de prêt         | Stade de Reims           | Ligue 1             |
| Hianga'a Mbock     | France        | Retour de prêt         | Stade brestois           | Ligue 1             |
| Quentin Daubin     | France        | Fin de contrat         | Gaziantep FK             | Süper Lig           |
| Alexandre Coeff    | France        | Fin de contrat         | Kerala Blasters          | Indian Super League |
| Syam Ben Youssef   | Tunisie       | Fin de contrat         |                          |                     |
| Vladislav Molchan  | Russie        | Fin de contrat         |                          |                     |
| Norman Bassette    | Belgique      | Transfert (env. 3M€)   | Coventry                 | D2 anglaise         |
| Ali Abdi           | Tunisie       | Transfert              | OGC Nice                 | Ligue 1             |
| Hugo Vandermersch  | France        | Transfert (env. 800K€) | Saint-Gall               | D1 suisse           |

### Récit de la phase aller
Après cette inquiétante série de matchs amicaux, le Stade Malherbe reçoit pour le premier match de la saison le Paris FC, un des favoris annoncés du championnat, avec de nombreux absents : les défenseurs Valentin Henry (mollet), Brahim Traoré (adducteur), Diabé Bolumbu (ischio) et Emmanuel Ntim (adducteur) sont blessés, tandis que l'attaquant Alexandre Mendy vient seulement de reprendre l’entraînement. Les deux seules recrues, Yann M'Vila et Lorenzo Rajot, sont à court de préparation. Pour pallier les absences, Nicolas Seube intègre des jeunes du centre de formation, Robin Verhaeghe et Léo Milliner. Quelques heures avant le match, les joueurs se trouvent à négocier encore les primes de match pour la saison, un sujet qui n'a pas pu être traité jusque là en l'absence de direction. L'équipe qui débute le match ne compte aucune recrue, Le Bihan étant chargé de remplacer Mendy, le meilleur buteur du dernier championnat. Les deux équipes se procurent des occasions mais le Paris FC prend finalement l'avantage dans le dernier quart d'heure en marquant deux fois, assez logiquement. Pour le premier déplacement, à Pau, Seube doit se passer en plus de Bilal Brahimi, blessé à la cheville lors du match contre le Paris FC. Il est remplacé par un jeune du centre de formation, Zoumana Bagbema. Lors du dernier entraînement, Ziad Hammoud, qui est annoncé comme le futur président du club, est présent à la séance aux côtés de Gérard Prêcheur. L'équipe se fait piéger dès la 9e minute. Malgré l'expulsion de deux joueurs palois et le fait d'avoir donc compté deux joueurs de plus pendant 40 minutes, les Caennais restent terriblement inoffensifs et s'inclinent (1-0).
Pour le dernier match du mois d'août, Nicolas Seube intègre dans son groupe les buteurs Kalifa Coulibaly, tout juste recruté, et Alexandre Mendy, qui a tâché de rattraper une préparation physique tronquée. L'entame de match est globalement maîtrisée par les Caennais qui se procurent plusieurs occasions franches, sans marquer. Après 30 minutes, le match est interrompu par le jet de projectiles par les supporters qui protestent contre la décision du diffuseur télévisé, BeIN, de faire jouer les matchs de Ligue 2 le vendredi soir au lieu du samedi. Au sortir de cette brève interruption, les Annéciens se montrent plus entreprenants. Après avoir gâché deux grosses occasions de but avant la pause, ils ouvrent le score à la 52e minute par Josué Tiendrébéogo. Lorenzo Rajot égalise dix minutes plus tard, d'une frappe enroulée sur une passe de Tidiam Gomis, et inscrit donc le premier but caennais de la saison. Malgré l'entrée en jeu de Mendy et Coulibaly, l'équipe n'arrive pas à marquer un deuxième but et le score en reste là. Caen prend son premier point de la saison.
Le lundi 9 septembre, la vente du club est enfin réalisée. Le fonds de Kylian Mbappé rachète les parts détenues par le fonds d'investissement américain Oaktree, soit 80% du club, pour un montant estimé par la presse entre 15 et 20 millions d'euros, l'autre actionnaire Pierre-Antoine Capton conservant (ou augmentant légèrement, selon certaines sources) sa participation. L'assemblée générale met officiellement fin au mandat de président d'Olivier Pickeu, en place depuis 2020, sans pratiquement un mot de remerciement,.
Après la première trêve internationale, le club se déplace à Grenoble pour le compte de la 4e journée. Seube ne dispose toujours pas d'Henry et Traoré en défense, mais de Mendy qui, bien lancé en profondeur par Brahimi, ouvre le score dès la 4e minute. Il n'est pas loin de marquer un doublé d'une « madjer » que le gardien grenoblois capte avec réussite. Les Grenoblois reprennent cependant ensuite la maîtrise du match. Lecoeuche, titulaire pour la première fois, provoque d'un tacle maladroit un pénalty transformé par Pape Meïssa Ba. Trois minutes plus tard, ce dernier, lancé en profondeur, trompe encore Mandrea d'une frappe croisée. Au retour des vestiaires, les Grenoblois dominent toujours, et sur un ballon mal dégagé marquent un troisième but. Mis à part deux frappes de Le Bihan puis Coulibaly, les Caennais ne sont guère dangereux. Le bilan après quatre journées est de trois défaites et un match nul, là où la saison précédente le club comptait quatre victoires.
La nomination du nouveau président Ziad Hammoud est officialisée par le club le 18 septembre 2024, sept semaines après le communiqué initial du club,. Hammoud est le président d'Interconnected Venture, la société qui gère les droits d'image de Kylian Mbappé, dont Coalition Capital est une filiale. Il n'a pas d'expérience sportive, seulement financière, et il admet prévoir de gérer le club à distance, car il ne vit pas à Caen et a d'autres obligations,. Nicolas Seube est conforté par le nouveau président. Gérard Prêcheur, présent lui quotidiennement au club depuis plusieurs semaines, est officiellement nommé directeur technique, avec une responsabilité allant du groupe professionnel aux moins de 14 ans. Le cas de Yohan Eudeline, directeur sportif chargé du recrutement depuis 2019 mais écarté depuis la vente du club, n'est par contre pas régularisé. D'abord mis « au placard », il est alors arrêté pour maladie et quittera finalement le club en janvier, sans un mot de la direction.
Pour la 5e journée, Traoré fait son retour en charnière centrale aux côtés de Thomas. L'équipe se procure les premières occasions, par Brahimi, qui touche la transversale, Mendy et Gomis, notamment. En deuxième période, les joueurs peuvent s'appuyer pour la première fois de la saison sur l'aide de leur kop, le MNK mettant fin à sa grève des encouragements décidée en réaction de nouveaux horaires de matchs. Mendy, Gomis puis Kyeremeh, deux fois seul face au gardien, échouent encore en seconde mi-temps. À la 80e minute, les Caennais ouvrent finalement le score grâce à un tir du pointu de Brahimi qui part dans la lucarne. L'équipe arrive à préserver son avance et remporte sa première victoire de la saison. Quatre jours après, l'équipe dispute un deuxième match à domicile, contre Amiens. Seube dispose de son effectif au complet et les joueurs peuvent compter sur l'appui de leur public qui a décidé de reprendre les chants dès le début du match. Brahimi et Mendy retrouvent leurs automatismes : le premier lance le second dans la profondeur à la 13e minute afin qu'il inscrive son 66e but pour le club. Même si les Amiénois égalisent dix minutes plus tard, les Caennais dominent globalement le match. Sur une passe de Gomis à la 82e minute, Mendy inscrit un doublé décisif et se rapproche encore un peu du record de buts de Cyrille Watier.
Après ces deux victoires rassurantes, le club se mesure à deux candidats à la montée, Guingamp et Lorient. Malgré sa bonne dynamique, Caen est dominé au stade du Roudourou (3-1). Le samedi suivant contre Lorient, Caen ouvre le score avec réussite face à un adversaire supérieur sur le terrain, mais concède vite l'égalisation, puis le but de la défaite à la 87e minute. À l'issue de la 8e journée, le club ne compte qu'un point d'avance sur le premier non-relégable.
Pendant la trêve internationale, Yann M'Vila, l'un des joueurs le plus constants depuis le début de saison, se blesse à l'entrainement, alors que Malherbe s'apprête à disputer quatre matchs contre des équipes mal classées. Caen se déplace d'abord sur le terrain du Red Star, un promu. En l'absence de M'Vila, Seube réorganise l'équipe avec trois défenseurs centraux et deux attaquants axiaux, Mendy et Gomis. D'entrée les Audoniens mettent la pression sur les cages d'Anthony Mandrea qui doit s'employer. Sur l'une des premières situations caennaises, Lebreton marque un but spectaculaire, en envoyant en lucarne, d'une reprise de volée, un ballon retombé en cloche. En deuxième mi-temps, les Caennais pensent faire le break sur un contre mené par Mendy qui délivre une passe décisive à Gomis. Mais deux minutes plus tard, le Red Star réduit le score avec réussite. Dès lors, les Audoniens font le siège du but caennais et égalisent logiquement à la 82e minute. Les Caennais prennent malgré tout leur premier point à l'extérieur. Au match suivant face à Troyes, la lanterne rouge, à domicile, les joueurs délivrent un match particulièrement inquiétant. Ils concèdent l'ouverture du score en fin de première mi-temps et perdent un nouveau match à domicile, sans donner l'impression de pouvoir égaliser, même après l'expulsion d'un défenseur troyen.
L'équipe se déplace ensuite à Gueugnon pour y affronter Martigues, dernier. Seube revient à une défense à 4, mais décide de changer de gardien de but en titularisant Yannis Clementia, Mandrea ayant tenu des propos peu appréciés après la défaite contre Troyes. Les Caennais sont bousculés et c'est seulement en fin de deuxième mi-temps, après l'entrée en jeu de Coulibaly en pointe aux côtés de Mendy, qu'ils prennent l'avantage. Mendy ouvre le score à la 69e puis transforme un pénalty à la 90e, ce qui lui permet de devenir officiellement le meilleur buteur de l'histoire du Stade Malherbe. Lebreton parachève la victoire en inscrivant un troisième but dans le temps additionnel. L'équipe caennaise reçoit ensuite Bastia qui les devance au classement. Coulibaly et Mendy sont titulaires en attaque pour la première fois de la saison. Mendy ouvre le score à la 31e minute d'une frappe croisée après une passe de Le Bihan. Après plusieurs occasions de part et d'autre, c'est sur un coup franc direct que Brahimi offre le break aux Caennais à l'heure de jeu. Avec cette victoire, le club monte au 13e rang et semble enfin s'éloigner un peu de la zone de relégation.
Lors de la journée suivante, le club se déplace à Metz, un prétendant à la montée, sans pouvoir reconduire la composition du match de Bastia, Coulibaly s'étant blessé. L'équipe entame le match en se créant de multiples occasions, dominant les Messins durant les vingt premières minutes. Malgré l'ouverture du score messine sur un bel enchaînement (26e), l'équipe caennaise poursuit ses efforts et touche plusieurs fois les montants, notamment par Mendy, sans cependant parvenir à marquer. Metz l'emporte et stoppe l'élan caennais. Le week-end suivant, le club fait son entrée au 7e tour de la Coupe de France face à Chartres, club de National 3. Brahimi et Le Bihan marquent dans les sept premières minutes, permettant à l'équipe de dérouler. Elle marque encore par Brahimi et Mendy avant la pause, puis Seube offre à Gabin Tomé et Robin Verhaege, deux jeunes du centre de formation, leurs premières apparitions en équipe première.
Pour le dernier match à domicile de l'année 2024, le club reçoit Rodez. Les Ruthénois ouvrent rapidement le score en exploitant une passe en retrait mal maîtrisée de Lebreton. Ils doublent la mise en fin de première période mais Thomas réduit immédiatement le score. Alors que l'équipe caennaise parait mieux disposée en deuxième mi-temps, Brahimi égalise, mais Rodez reprend immédiatement l'avantage. Dans le dernier quart d'heure, les Caennais multiplient les occasions et au bout des arrêts de jeu égalisent sur une reprise à bout portant de Meddah.

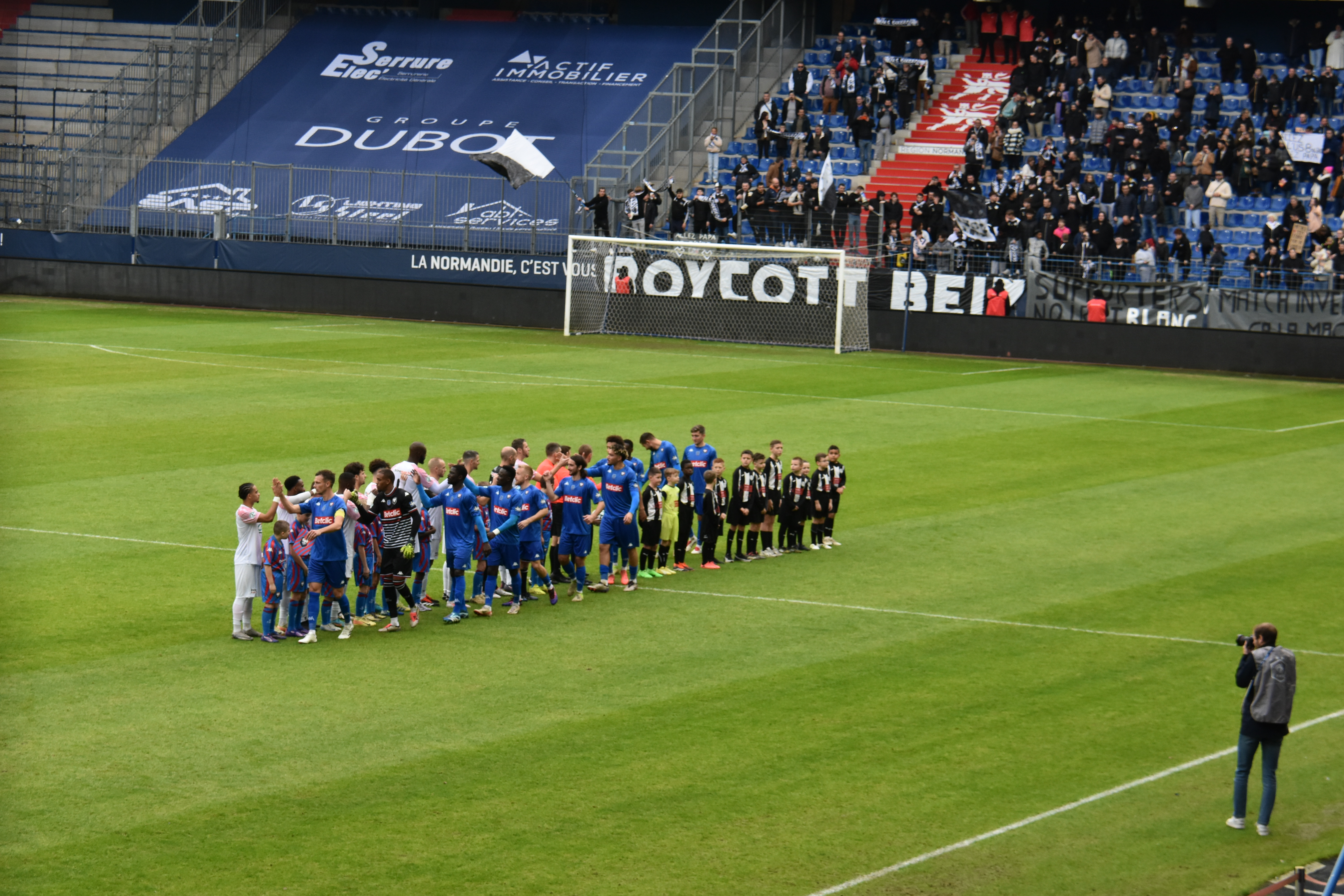
Les joueurs du Stade Malherbe Caen et de l'US Bolbec

Le match suivant est le 8e tour de Coupe de France face à l'US Bolbec. Initialement prévu à Bolbec, le match doit être délocalisé car le stade n'est finalement pas homologué pour cette rencontre. Le stade de Pavilly est envisagé mais le préfet de Seine-Maritime s'y oppose en raison d'affrontements passés entre supporters caennais et havrais. C'est donc finalement au stade d'Ornano à Caen que le match se joue. Face à une équipe évoluant en Régional 1, Le Bihan ouvre le score d'une frappe enroulée en lucarne en milieu de première période, mais les Caennais ne dominent pas leur sujet. Pendant la pause, Seube se fâche contre ses joueurs qu'il ne sent pas impliqués. Ces derniers répondent en deuxième mi-temps en marquant cinq buts par Autret (48e), Kyeremeh (58e et 88e), Mendy (68e) et Brahimi (77e).
L'année civile se termine par trois matchs à l'extérieur. Face à Laval, l'équipe se fait surprendre dès la 12e minute sur une erreur de la défense. Bien qu'elle domine globalement le match et se crée plusieurs occasions franches, dont un but refusé pour hors-jeu à Mendy, elle n'arrive pas à égaliser et s'incline. La semaine suivante, le club se déplace à Dunkerque, dynamique troisième du championnat. Les Caennais sont dominés. Ils parviennent à atteindre la pause sans avoir encaissé de but mais s'effondrent en deuxième mi-temps, encaissant un premier but de l'ancien caennais Bammou à la 53e, et un deuxième peu après. Rentré en jeu, Gabin Tomé réduit le score (73e) avant que l'équipe n'encaisse un 3e but sur pénalty en fin de rencontre. Le club est alors 16e et barragiste. Le dernier match de l'année se déroule à Guingamp pour le compte de la Coupe de France. Les débats sont équilibrés et les deux équipes ont l'occasion de marquer. En seconde période, les Caennais semblent mieux et touchent les montants à deux reprises, mais ce sont finalement les Bretons qui ouvrent le score à la 80e minute. Mendy parvient cependant à égaliser et le match semble se diriger vers une séance de tirs au but, mais une nouvelle erreur de la défense caennaise dans les arrêts de jeu offre la qualification aux Guingampais.
L’entraîneur Nicolas Seube est remercié une semaine plus tard, le 29 décembre 2024, à la veille de la reprise de l’entraînement. Son adjoint Patrice Sauvaget, arrivé au club en 2021 avec Stéphane Moulin, est lui aussi remercié. Le licenciement de Seube n'étonne pas outre mesure, car il avait été évoqué dans la presse à plusieurs reprises depuis le rachat du club, mais déçoit la frange historique des supporters, d'autant que la direction crée la surprise en nommant, immédiatement, un entraîneur portugais inconnu en France, Bruno Baltazar. Ce dernier est débauché du Radomiak Radom, alors 12e au classement du championnat de Pologne, son 13e employeur en une douzaine d'années. 
Quelques jours après son arrivée, Baltazar dirige son premier match contre Clermont, une autre équipe en difficulté dans ce championnat, pour le compte du dernier match de la phase aller. Il change peu l'équipe de départ, mis à part le poste de gardien où Mandrea redevient titulaire. Le match est fermé. Les Caennais se procurent la plus grosse occasion en fin première période quand Brahimi et Gomis se présentent seuls face au gardien clermontois, mais le premier oublie le second et manque son face à face. La deuxième période n'est pas de meilleure qualité et c'est finalement Clermont qui prend à revers la défense caennaise à la 88e minute. L'équipe caennaise finit la phase aller 16e et barragiste. En tribune, on voit apparaître les premières banderoles visant directement les nouveaux propriétaires, disant notamment : « Mbappé, le SMC n’est pas ton jouet ».

### Mercato d'hiver
Face aux difficultés sportives de l'équipe, les dirigeants annoncent la volonté de renouveler le groupe avec plusieurs arrivées, notamment au poste d'ailier, comme le réclamait Nicolas Seube depuis sa nomination un an plus tôt, et de nombreux départs afin de resserrer le groupe.
La première recrue annoncée est un défenseur central gabonais, Alex Moucketou-Moussounda, en provenance du club chypriote d'Aris Limassol, en prêt avec option d'achat. La deuxième recrue est le milieu offensif Yassine Benrahou, révélé au Nîmes Olympique, prêté par l'Hajduk Split. Un ailier est finalement recruté le 29 janvier avec l'Ivoirien Adriel Ba Loua, qui arrive libre en provenance du club polonais de Lech Poznan. À la veille de la fermeture du mercato, le club annonce la signature d'un autre ailier, Samuel Grandsir, qui ne joue plus au Havre AC, et le prêt d'un défenseur gauche, Jules Gaudin, du Paris FC.
Le 23 janvier, le club annonce aussi la signature du premier contrat professionnel du jeune Gabin Tomé,.
Au niveau des départs, le jour de la fin du mercato, le club annonce le départ de Tidiam Gomis, qui a toujours refusé de prolonger son premier contrat se terminant en juin 2025, au RB Leipzig, en échange d'une indemnité un peu inférieure au million d'euros. Le défenseur Daylam Meddah est quant à lui prêté au Pau FC.
Contrairement aux souhaits exprimés par l'entraineur, aucun autre joueur ne part, ce qui monte l'effectif professionnel à une trentaine de joueurs.
| Nom                       | Nationalité   | Transfert (montant)  | Provenance/Destination | Division     |
| Arrivées                  | Arrivées      | Arrivées             | Arrivées               | Arrivées     |
| ------------------------- | ------------- | -------------------- | ---------------------- | ------------ |
| Alex Moucketou-Moussounda | Gabon         | Prêt avec OA         | Aris Limassol          | D1 chypriote |
| Yassine Benrahou          | France        | Prêt                 | Hajduk Split           | HNL          |
| Adriel Ba Loua            | Côte d'Ivoire | Transfert (libre)    | Lech Poznan            | Ekstraklasa  |
| Samuel Grandsir           | France        | Transfert (libre)    | Le Havre AC            | Ligue 1      |
| Jules Gaudin              | France        | Prêt                 | Paris FC               | Ligue 2      |
| Départs                   |               |                      |                        |              |
| Tidiam Gomis              | France        | Transfert (env. 1M€) | RB Leipzig             | Bundesliga   |
| Daylam Meddah             | France        | Prêt                 | Pau FC                 | Ligue 2      |

### Récit de la phase retour

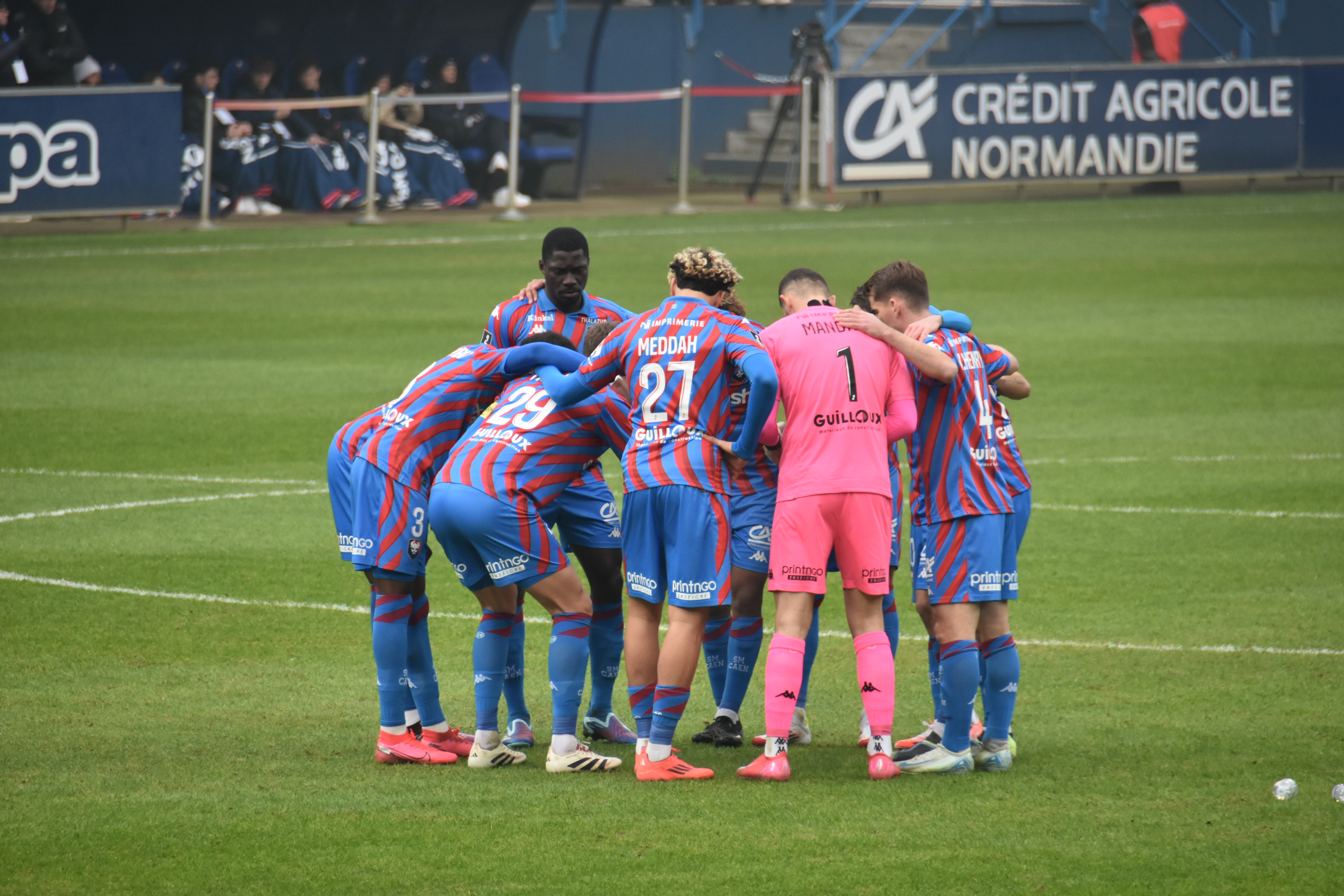
L'équipe avant la rencontre contre Clermont

La phase retour débute par un deuxième match à domicile pour Baltazar, cette fois contre Grenoble, une autre équipe en difficulté, sans entraîneur et qui pointe juste au dessus au classement. L'équipe caennaise semble bien rentrer dans son match et se procure une première occasion par Brahimi dès la 5e minute. Puis les joueurs perdent leur football et ne semblent plus capables d’enchaîner des phases de jeux simples. Grenoble en profite et ouvre le score en fin de première période en profitant d'une défense attentiste. La deuxième mi-temps est du même acabit et les Malherbistes se retrouvent à dix après l'expulsion directe de Valentin Henry à l'heure de jeu. Malgré les entrées en jeu, les Caennais sont inoffensifs en attaque et fragiles en défense. Didi Gaucho, victime d'un mauvais coup, sort sur civière. L'auteur du coup grenoblois est expulsé par l'arbitre, sans que cela ne change la physionomie du match. Tout juste entré en jeu Kalifa Coulibaly se fait expulser dans les arrêts de jeu pour une contestation agressive, après une action litigieuse dans la surface grenobloise. Il est suspendu quatre matchs.
Le lendemain du match, Gérard Prêcheur annonce sa démission de poste de directeur technique, du fait de désaccords avec la direction. Il semble notamment qu'il se soit élevé contre le licenciement de Seube et son remplacement par Baltazar. Il s'avère en fait que Baltazar et Prêcheur ont eu une altercation verbale et que ce dernier a préféré claquer la porte ; il y avait aussi des tensions avec les éducateurs du centre de formation qui n'appréciaient pas son management « autoritaire ». Le 13 janvier 2025, Reda Hammache, qui vient de démissionner de son poste de directeur sportif au Red Star, est nommé « directeur du recrutement ». La presse indique qu'il a été lié aux choix de Bruno Baltazar et du défenseur Alex Moussounda, quand bien même il n'était pas encore officiellement au club à ce moment là.
Pour son troisième match, à Ajaccio, autre adversaire direct, Baltazar écarte le capitaine Romain Thomas et le remplace en charnière centrale par la recrue Alex Moussounda, associé à Brahim Traoré. Malgré ces changements, la domination ajacienne est sans conteste, Caen ne se procure aucune occasion franche. Baltazar sort Rajot à la mi-temps et le remplace par Le Bihan. Les Caennais ouvrent le score sur un « raid » d'Ilyes Najim dont le centre trouve la tête de Mendy, dont la position hors-jeu n'est pas signalée. Mais cette avance est de courte durée, les Ajacciens égalisent sur corner puis prennent l'avantage à cinq minutes de la fin. À l'issue du match, le club devient relégable.
Après cette énième déconvenue, le club reçoit Guingamp. Juste avant le match, les supporters du MNk96 ont proposé au club de rencontrer les joueurs et de leur faire part à la fois des griefs mais aussi pour les soutenir ; le club a refusé. Malgré tout, le public reste nombreux et les supporters accueillent les joueurs avec des applaudissements. Les Caennais dominent le début de match et se procurent les premières occasions, par Mendy notamment. Mais à la 44e minute, Moussounda, sur une passe mal contrôlée, se fait chiper le ballon par un attaquant qui file seul au but et bat Mandréa. Le public poursuit ses encouragements et les attaquants se créent en deuxième période des situations, en vain... Le club caennais est alors rejoint au classement par la lanterne rouge, Martigues. À l'issue du match, des spectateurs rentrent sur le terrain et se dirigent vers les joueurs qui sont mis à l'abri par les stadiers et les forces de l'ordre. Cet incident ne dure que quelques minutes et les intrus retournent en tribune Borrelli. 30 minutes après la fin du match, plusieurs joueurs et le staff viennent discuter une nouvelle fois avec les supporters restés en tribune.
Après le match, M'Vila, toujours blessé, déclare son intention de rejouer rapidement au risque d'aggraver sa blessure, afin d'aider au maintien du club. Le lundi 27 janvier, le club annonce l'arrivée de Pascal Plancque au poste de directeur technique, en remplacement de Gérard Prêcheur. Il était entraîneur à Nîmes à l'époque où Reda Hammache en était le directeur sportif.
Caen joue sa 21e journée en décalé et se déplace à Troyes en position de seul dernier, Martigues ayant gagné son match. Baltazar opte pour la même composition que face à Guingamp, à l'exception du nouveau venu Yassine Benrahou à la place de Najim. Les Caennais se procurent les deux premières occasions par Moussounda puis Mendy, mais sans marquer. En début de deuxième période, les Troyens ouvrent le score sur un coup-franc de Youssouf M'Changama, puis doublent la mise sur une frappe lobée de Rafiki Saïd. Dès lors, les Troyens déroulent et les Caennais sont dépassés. Ils encaissent un troisième but à la 70e sur une contre-attaque de Mouhamed Diop, juste après l'entrée en jeu de M'Vila.

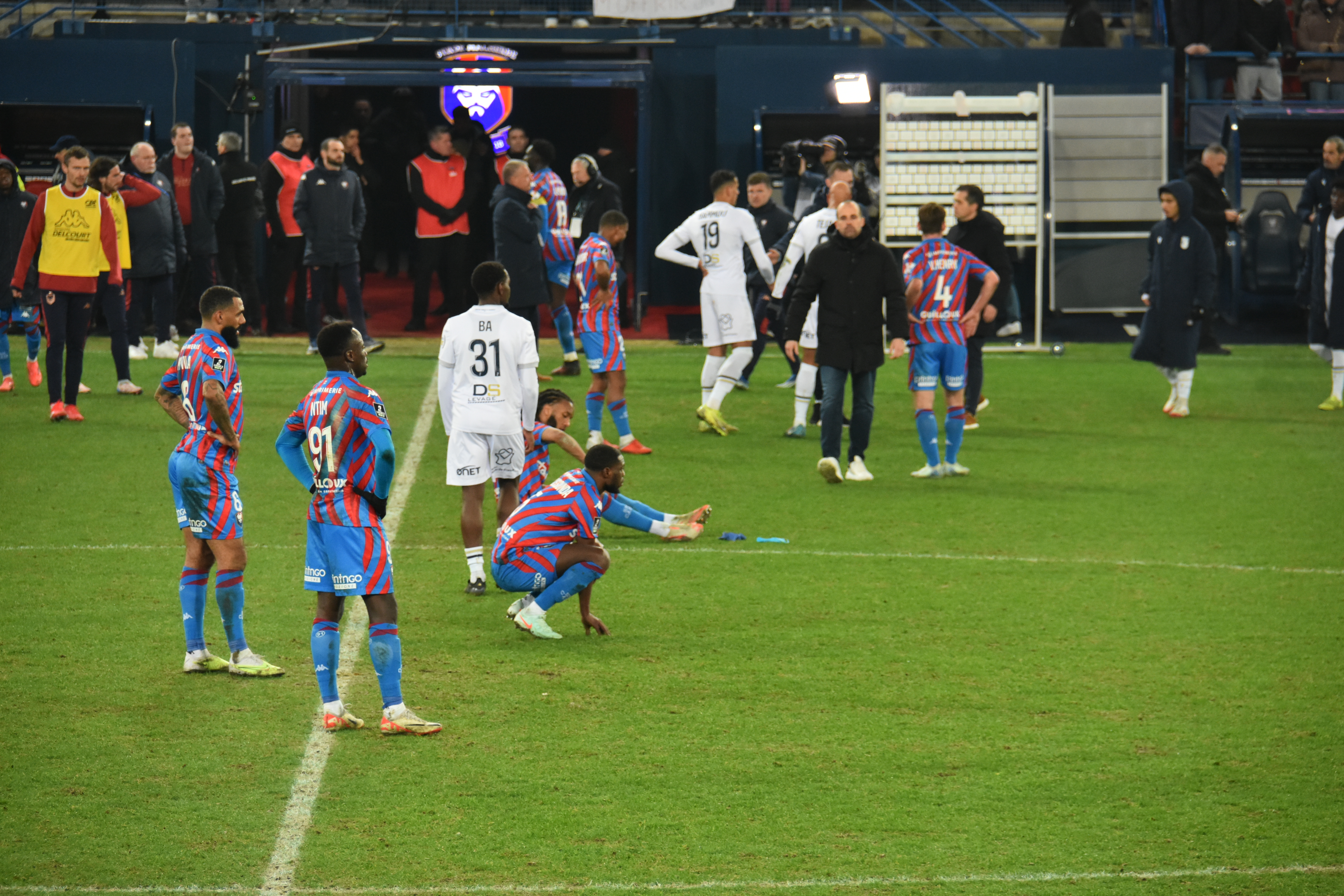
Les joueurs après la défaite contre Dunkerque

Après cette septième défaite de suite, la cinquième pour Baltazar, l'équipe compte sept points de retard sur le barragiste. Avant la réception de Dunkerque, le club décide d'organiser une « mise au vert » à Port-en-Bessin afin « d'apprendre ce que signifie être Normand ». Pour ce match, l’entraîneur dispose de deux nouvelles recrues, le latéral Jules Gaudin et l'attaquant Samuel Grandsir. Les Dunkerquois, sur une belle dynamique et forts d'une qualification en quart de finale de la Coupe de France, confirment leur statut en dominant le début du match. À la demi-heure de jeu, Bilal Brahimi est expulsé pour un « pied haut », compliquant encore le match des Caennais, Mendy étant d'autant plus isolé du reste de l'équipe. Les Dunkerquois poussent et ouvrent finalement le score juste avant la pause, Noé Lebreton détournant un centre dunkerquois dans les pieds d'un attaquant, puis marquent un second but au retour des vestiaires. Avec huit défaites de suite, le club connaît la pire série de l'histoire du championnat depuis qu'il s'appelle « Ligue 2 »,. C'est à ce moment que lors d'une réunion avec les délégués du personnel est évoqué pour la première fois la possibilité d'une descente en National.
Après un jour de repos, l'effectif reprend l’entraînement sous la direction de Baltazar, maintenu en poste et dont le staff est étoffé d'un nouveau préparateur physique, Romain Faure, chargé en autre de la réathlétisation des joueurs. Le 17 février, le Stade Malherbe se déplace à Annecy, un prétendant inattendu à la montée. En dépit d'un premier changement de système tenté par Baltazar, qui aligne trois défenseurs centraux et le duo Mendy-Coulibaly en attaque, les Caennais concèdent une neuvième défaite de rang en championnat. 

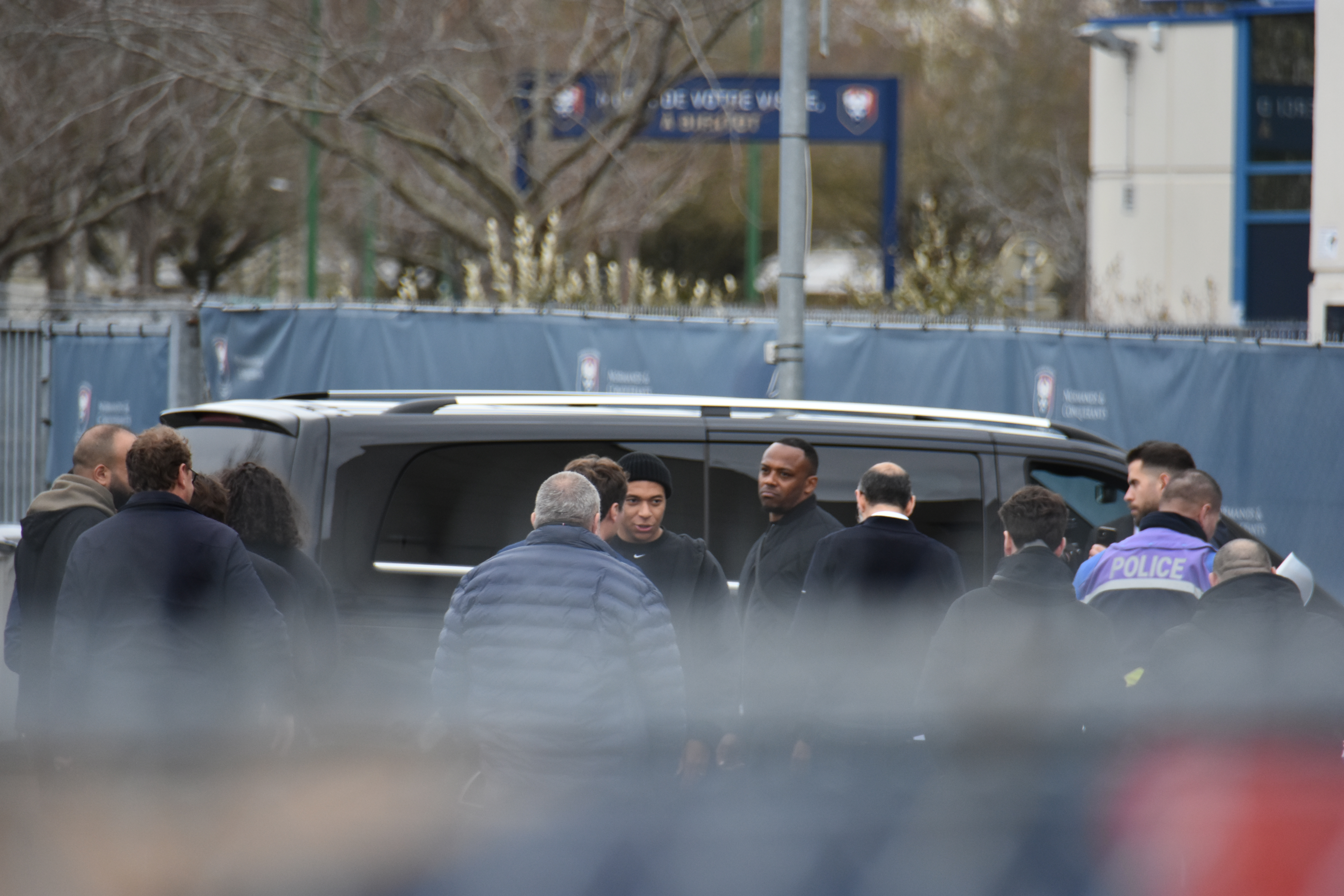
Kylian Mbappé lors de sa première visite à Caen

Le lendemain de cette énième défaite, et après avoir dirigé l’entraînement, Baltazar est remercié par les dirigeants. Il est immédiatement remplacé par l’expérimenté Michel Der Zakarian, récemment licencié par le club de Montpellier en Ligue 1. Il dirige son premier entraînement le 19 février. Le lendemain, Kylian Mbappé, auteur la veille d'une performance spectaculaire en Ligue des champions, se déplace pour la première fois à Caen depuis le rachat du club, afin d'y rencontrer les employés et l'effectif professionnel.
Der Zakarian dirige son premier match face à Pau trois jours après sa nomination. Les Caennais concèdent un pénalty d'entrée, sur une faute de Traoré, transformé par les Palois. Mais les Caennais réagissent et trois minutes plus tard, égalisent par M'Vila à la réception d'un corner de Gaudin. Puis Mendy obtient un pénalty à la 35e minute, mais il voit sa frappe repoussée par le gardien. En seconde mi-temps, les Caennais sont plus entreprenants. Sur un coup-franc faisant suite à l'expulsion du défenseur palois Kouasssi à l'heure de jeu, Romain Thomas vient placer une tête hors de portée du gardien. Pour la première fois depuis des mois, les Caennais mènent au score. Mais quatre minute plus tard, Thomas se fait expulser pour un tacle mal maîtrisé. Les Palois dominent alors et obtiennent un deuxième pénalty après une nouvelle faute de Traoré. Les deux équipes se séparent sur un score de parité (2-2). Le vendredi suivant, l'équipe se déplace à Clermont-Ferrand, premier non-relégable, avec l'obligation de l'emporter. Les deux équipes comptent de nombreux absents, les Caennais alignant notamment une charnière centrale inédite composée de Moussounda et Gaucho Debohi, Traoré étant blessé et Thomas suspendu. Les Caennais montrent de l'agressivité en début de match et se procurent plusieurs occasions ; un but est refusé à Mendy pour hors-jeu. La première occasion clermontoise est stoppée in extremis par Henry. À la mi-temps, les Caennais comptent 71 % de possession et neuf tirs cadrés. En seconde mi-temps, les Caennais reprennent bientôt leur domination. Ils obtiennent un pénalty à la 61e minute, mais la panenka de Mendy est facilement stoppée par le gardien. Mendy touche encore le poteau cinq minutes plus tard. Der Zakarian fait rentrer Kyeremeh et Coulibaly qui s'illustrent vite, le premier offrant une passe décisive au second. Les Caennais résistent ensuite et arrachent leur première victoire depuis le 2 novembre.
Après cette première victoire depuis longtemps, le match suivant est attendu avec impatience par les supporters qui garnissent les travées du stade d'Ornano. Le record d'affluence de la saison est battu avec 17 746 spectateurs. Der Zakarian reconduit l'équipe victorieuse, mais sans Mendy suspendu. Les Caennais attaquent pied au plancher mais se font punir dès la 5e minute, sur un contre lavallois. Dès lors, ils courent après le score. Ils pensent égaliser à la 35e par Le Bihan, finalement signalé hors-jeu. Malgré une certaine domination dans la possession du ballon, les Caennais sont inoffensifs en deuxième période, les Lavallois repartent avec les trois points et les Caennais renvoyés à leurs inquiétudes. Le club se déplace ensuite chez un autre mal classé, Amiens. Der Zakarien procède à sept changements, dont la titularisation des recrues Grandsir et Benrahou, afin d'insuffler un nouveau élan à l'équipe. Mais l'attaque se montre stérile et ne se procure que peu de situations. À l'heure de jeu, une nouvelle erreur défensive de Moussounda permet à un Amiénois de filer vers le but et passer à Leautey qui ouvre le score. Quinze minute plus tard, Gaudin se fait prendre par une passe dans son dos et laisse Nordine Kandil tromper de nouveau Mandrea. Dans les arrêts de jeu, les Caennais réduisent l'écart par Coulibaly qui profite d'un ballon dans la surface.
La situation au classement devient désespérée, alors que Caen s'apprête à affronter deux prétendants à la montée, le Paris FC et le FC Metz. À Paris, Der Zakarian tente à son tour de mettre en place une défense à trois. Les Parisiens dominent facilement. Après douze minutes, Timothée Kolodziejczak trompe Clémentia en coupant un coup-franc de Maxime Lopez. Quinze minutes plus tard, Jean-Philippe Krasso récupère le ballon au milieu de terrain, file au but sans être repris, et double le score. Valentin Henry pense réduire le score sur corner direct, mais l'arbitre siffle une faute peu évidente sur le gardien, puis ne siffle pas pénalty sur une main de Kolodziejczak. C'est finalement les Parisiens qui inscrivent un 3e but avant la pause par Mathieu Cafaro. Der Zakarian change de système à la pause, mais le Paris FC marque encore. Les deux buts caennais en toute fin de match, par Kyeremeh qui profite d'une faute du gardien, puis contre son camp, paraissent anecdotiques. Der Zakarian confie alors à des proches que « le niveau de l'équipe est affligeant et constate très rapidement que la messe est dite ».

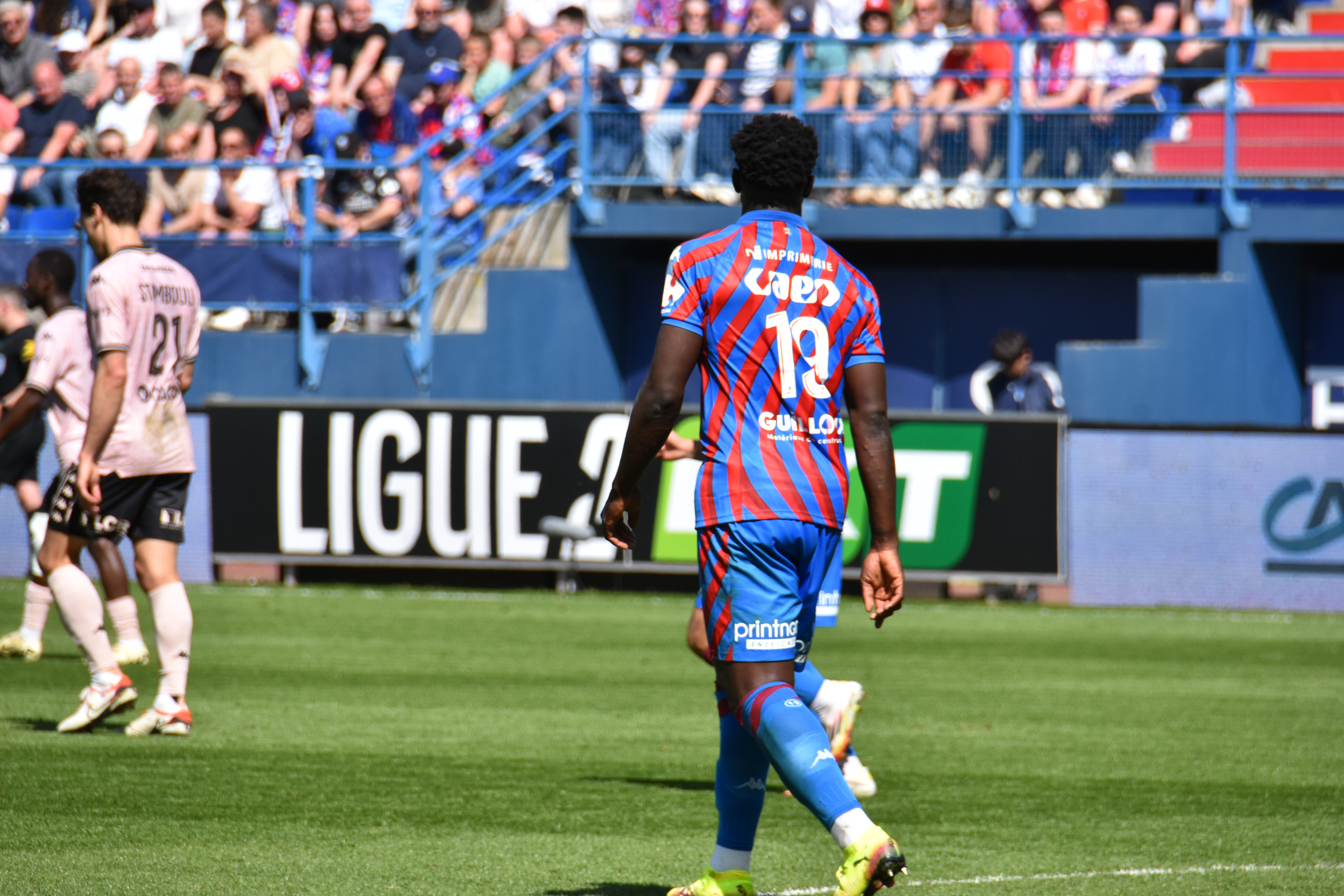
Le maillot du millénaire à l'occasion de Caen - Metz

Quelques jours plus tard, Caen accueille les Messins. Thomas étant de nouveau suspendu, Didi Gaucho rejoue en défense avec Traoré, M'Vila et Lebreton jouent dans l'axe au milieu, Grandsir et Benrahou jouent excentrés, Kyeremeh accompagnant Mendy en pointe. L'équipe domine le début de match et se procure plusieurs occasions, mais ce sont les Messins qui ouvrent le score juste avant la pause. Au retour des vestiaires, Grandsir tente une chevauchée et bénéficie d'un contre involontaire d'un défenseur messin pour récupèrer le ballon et tromper le gardien messin. Dix minutes plus tard, Cheikh Sabaly est trouvé seul au point de pénalty sur un centre et redonne l'avantage aux siens. Les Caennais se remobilisent et après une combinaison avec Kyeremeh, Lebreton égalise. Dans les dernières minutes, chaque équipe a l'occasion de l'emporter, notamment par Kyeremeh. Ce match réussi face à une des meilleures équipes du championnat, s'il n'offre qu'un point, ravive les regrets des supporters caennais.

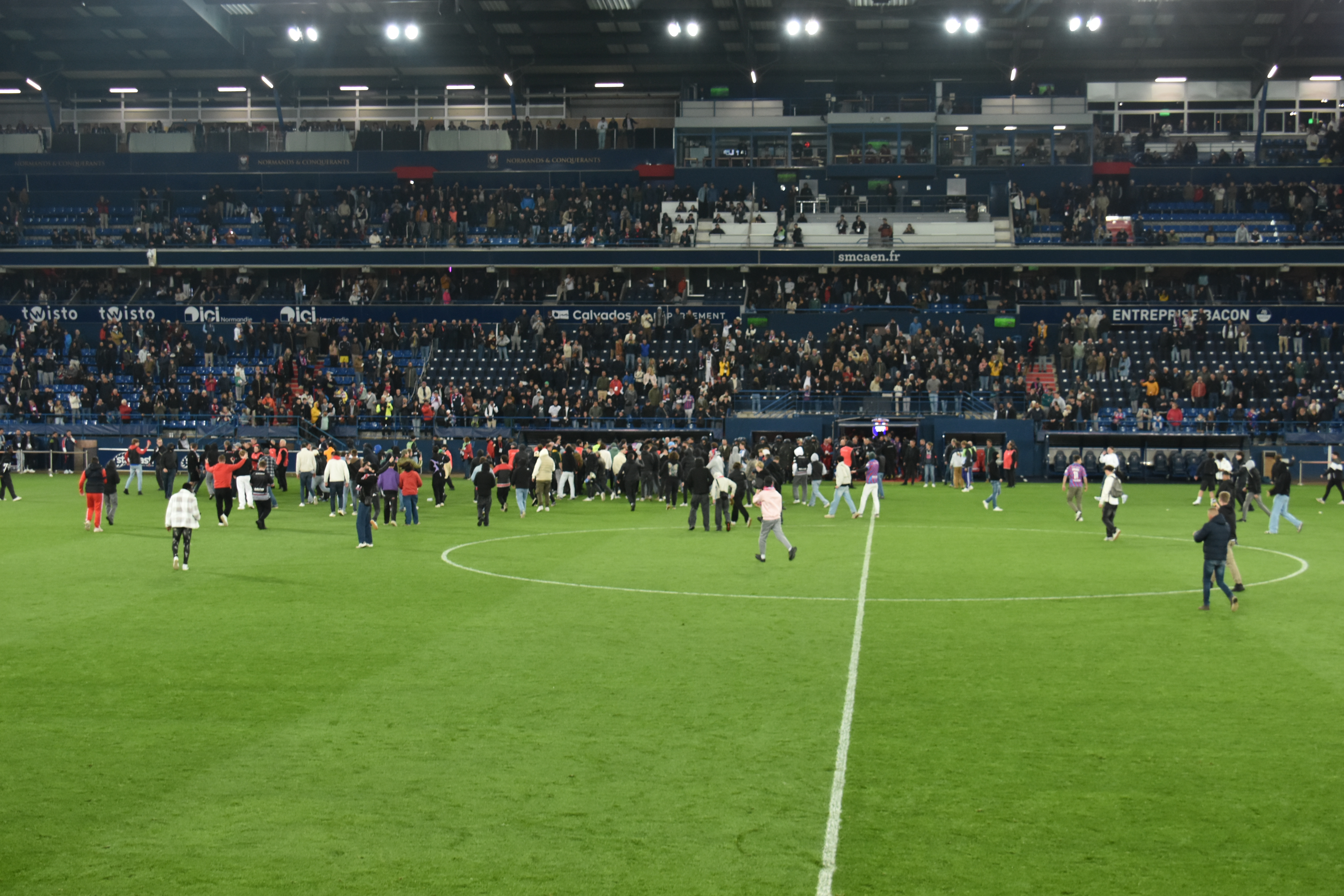
Envahissement du terrain à l'issue du match contre Martigues

Caen se déplace ensuite à Rodez. Après une première mi-temps faible en occasion, les Ruthénois ouvrent le score dès le retour des vestiaires. Les Caennais réagissent et parvient à marquer deux fois, par Lebreton et Kyeremeh, qui reprennent tous deux de la tête des centres de Benrahou. Les Caennais remontent alors virtuellement à cinq points de Martigues et Clermont, avec quatre matchs à jouer. Mais la défense caennais est encore surprise en fin de match et laisse Ibrahima Baldé égaliser.
Le 18 avril, Caen joue un match qu'il doit absolument gagner face à Martigues, le 17e, qui se bat également son maintien. Dans un stade pratiquement rempli (18 864 spectateurs), les Caennais sont battus dès la 5e minute, avec un corner bêtement concédé sur lequel Steve Solvet, libre de tout marquage, reprend le ballon de la tête. Dix minutes plus tard, un nouveau centre est repris victorieusement par Oucasse Mendy, qui profite d'une défense apathique. Les sifflets commencent à se faire entendre et le kop déploie une grande banderole « Direction, joueurs : tous coupables, tous dehors » qui est applaudie par les spectateurs. Quelques joueurs caennais, à l'image de Grandsir, parviennent à se créer des situations, mais toutes ces tentatives échouent et c'est sous les sifflets que les joueurs terminent la première mi-temps. Profitant d'une défense de nouveau particulièrement statique, Martigues marque rapidement un troisième but en deuxième période. Le public caennais, jusqu'ici fidèle, se retourne contre son équipe et la conspue. Le kop sort une nouvelle banderole « Malherbe c'est nous, les merdes c'est vous! », qui est passée de tribune en tribune et fait le tour du stade. Au coup de sifflet final, quelques individus du kop pénètrent sur le terrain et se dirigent vers les joueurs, mais la sécurité intervient. Le terrain est progressivement envahi, sans que cela ne provoque d'incident. À l'issue de cette 31e journée, le club est officiellement relégué en National. La direction garde le silence, promet un communiqué et un temps d'échange qui ne viendront pas. L'actionnaire majoritaire, Coalition Capital, fait cependant savoir son intention de conserver le club et de poursuivre son « projet ».
Les trois derniers matchs de la saison sont sans enjeu pour les Caennais. Le premier se joue à Lorient, en tête du championnat, qui doit gagner pour officialiser sa montée en Ligue 1. Didi Gaucho, encore aligné en défense, se blesse très tôt et doit être remplacé par Robin Verhaeghe, qui fait sa première apparition en championnat. Les Lorientais, supérieurs, marquent rapidement par Mohamed Bamba et  Éli Junior Kroupi, qui profitent d'erreurs individuelles, et enfoncent le clou en fin de partie avec un doublé de Sambou Soumano. Cette lourde défaite condamne Caen à la dernière place du classement. Le second match est le dernier à domicile, face au Red Star, qui a besoin d'un point pour valider son maintien en Ligue 2. La tribune Populaire B, accueillant habituellement le MNK96, est suspendue du fait de l'envahissement du match contre Martigues. Dans un stade à moitié déserté, les Caennais sont d'abord dominés et concèdent l'ouverture du score, mais ils parviennent finalement à égaliser par Najim, évitant ainsi une nouvelle défaite à domicile. La saison se termine par un déplacement à Bastia. Les absents sont particulièrement nombreux côté caennais. Yannis Clementia, annoncé comme probable futur titulaire la prochaine saison, est titularisé au but. Faisant avec une défense centrale encore remaniée, il est régulièrement mis à contribution. À la 24e minute, les Caennais concèdent un premier but sur un corner où Clementia manque sa sortie, mais Najim, en fin de contrat, égalise trois minutes plus tard, inscrivant son deuxième but en deux matchs. En deuxième période, la domination est bastiaise. Après plusieurs interventions de Clementia, les Bastiais marquent finalement un second but à la 72e minute. Cette défaite est la 22e de la saison.
Le 29 avril, Fayza Lamari, la mère de Kylian Mbappé, est interviewée par Ici Normandie. Elle apparaît comme la véritable décideuse du club et donne sa version de la saison passée, rejetant la responsabilité de la relégation sur ses prédécesseurs et les joueurs. Elle dit notamment avoir voulu quitter le club au printemps mais que Kylian Mbappé et Ziad Hammoud l'ont convaincu du contraire. Elle confirme aussi le départ de l’entraîneur Michel Der Zakarian à l'issue de la saison, précisant « Il n’a jamais été question que ça soit renouvelé, ce n’était qu’un mission sauvetage ». 
Maxime d'Ornano, entraîneur rompu au championnat National, est nommé deux jours après le dernier match, en vue de préparer la saison suivante.

## Joueurs et club

### Sponsors et équipementier
Le Stade Malherbe honore la 3e et dernière année de son contrat avec l'équipementier italien Kappa, qui dessine pour l'occasion un maillot original, aux rayures arrondies.
Les sponsors principaux sont toujours les entreprises normandes Starwash, sur le maillot domicile depuis 2021, et Saint James, sur le maillot extérieur depuis 2020. Ce dernier reprend d'ailleurs le motif de la marinière, fameuse spécialité de l'entreprise textile. Un 3e maillot, très largement inspiré de celui de la saison 1979-1980, est sorti pendant la saison.

## Les rencontres de la saison

### Championnat de Ligue 2
Le championnat débute le 17 août 2024 et se termine le 10 mai 2025.
| Date                       | Heure | J. | Adversaire       | Lieu | Score | Buteurs pour le SM Caen                 | Pts. | Class. | Affluence | Averti                                     | Carton rouge     |
| -------------------------- | ----- | -- | ---------------- | ---- | ----- | --------------------------------------- | ---- | ------ | --------- | ------------------------------------------ | ---------------- |
| Samedi 17 août 2024        | 14h30 | 1  | Paris FC         | Dom. | 0 - 2 |                                         | 0    | 16e    | 16 639    | Lebreton, Meddah, Debohi                   |                  |
| Vendredi 23 août 2024      | 20h00 | 2  | Pau FC           | Ext. | 2 - 0 |                                         | 0    | 17e    | 3 033     | Vandermersch, Kyeremeh                     |                  |
| Vendredi 30 août 2024      | 20h00 | 3  | FC Annecy        | Dom. | 1 - 1 | Rajot 62e                               | 1    | 15e    | 13 706    | Rajot                                      |                  |
| Lundi 16 septembre 2024    | 20h45 | 4  | Grenoble Foot 38 | Ext. | 3 - 1 | Mendy 4e                                | 1    | 16e    | 4 079     | Lecœuche, Meddah, M'Vila, Tavares          |                  |
| Vendredi 20 septembre 2024 | 20h00 | 5  | AC Ajaccio       | Dom. | 1 - 0 | Brahimi 80e                             | 4    | 15e    | 13 650    | Henry                                      |                  |
| Mardi 24 septembre 2024    | 20h30 | 6  | Amiens SC        | Dom. | 2 - 1 | Mendy 13e 81e                           | 7    | 13e    | 14 204    | Bolumbu, Lebreton, Brahimi                 |                  |
| Lundi 30 septembre 2024    | 20h45 | 7  | EA Guingamp      | Ext. | 3 - 1 | Mendy 51e                               | 7    | 13e    | 7 558     | Henry, M'Vila, Dehobi                      |                  |
| Samedi 5 octobre 2024      | 14h00 | 8  | FC Lorient       | Dom. | 1 - 2 | Gomis 18e                               | 7    | 14e    | 15 429    | Dehobi, Lecœuche                           |                  |
| Vendredi 18 octobre 2024   | 20h00 | 9  | Red Star FC      | Ext. | 2 - 2 | Lebreton 11e, Gomis 63e                 | 8    | 15e    | 4 643     |                                            |                  |
| Samedi 26 octobre 2024     | 14h00 | 10 | ESTAC Troyes     | Dom. | 0 - 1 |                                         | 8    | 15e    | 15 771    | Thomas, Rajot                              |                  |
| Mardi 29 octobre 2024      | 20h30 | 11 | FC Martigues     | Ext. | 0 - 3 | Mendy 69e (pen.) 90+1e, Lebreton 90+5e  | 11   | 14e    | 580       | Bolombu, Coulibaly, Mendy                  |                  |
| Samedi 2 novembre 2024     | 14h00 | 12 | SC Bastia        | Dom. | 2 - 0 | Mendy 31e, Brahimi 57e                  | 14   | 13e    | 15 441    | Dehobi                                     |                  |
| Samedi 9 novembre 2024     | 20h00 | 13 | FC Metz          | Ext. | 1 - 0 |                                         | 14   | 14e    | 18 481    |                                            |                  |
| Vendredi 22 novembre 2024  | 20h00 | 14 | Rodez AF         | Dom. | 3 - 3 | Thomas 45+4e, Brahimi 51e, Meddah 90+6e | 15   | 14e    | 15 104    |                                            |                  |
| Vendredi 6 décembre 2024   | 20h00 | 15 | Stade lavallois  | Ext. | 1 - 0 |                                         | 15   | 15e    | 7 154     | Lecoeuche                                  |                  |
| Lundi 16 décembre 2024     | 20h45 | 16 | USL Dunkerque    | Ext. | 3 - 1 | Tomé 73e                                | 15   | 16e    | 4 165     | Dehobi, Lebreton, Milliner, Lecoeuche      |                  |
| Vendredi 3 janvier 2025    | 20h00 | 17 | Clermont Foot 63 | Dom. | 0 - 1 |                                         | 15   | 16e    | 15 248    | Rajot, Dehobi                              |                  |
| Samedi 11 janvier 2025     | 14h00 | 18 | Grenoble Foot 38 | Dom. | 0 - 1 |                                         | 15   | 16e    | 13 093    | Mendy, Brahimi                             | Henry, Coulibaly |
| Vendredi 17 janvier 2025   | 20h00 | 19 | AC Ajaccio       | Ext. | 2 - 1 | Mendy 62e                               | 15   | 17e    | 4 495     | Rajot, Traoré                              |                  |
| Vendredi 24 janvier 2025   | 20h00 | 20 | EA Guingamp      | Dom. | 0 - 1 |                                         | 15   | 17e    | 14 744    | Lecoeuche                                  |                  |
| Samedi 1er février 2025    | 14h00 | 21 | ESTAC Troyes     | Ext. | 3 - 0 |                                         | 15   | 18e    | 9 645     | Le Bihan, Dehobi                           |                  |
| lundi 10 février 2025      | 20h45 | 22 | USL Dunkerque    | Dom. | 0 - 2 |                                         | 15   | 18e    | 15 450    | Lebreton, Clementia, Gaudin, Mendy, M'Vila | Brahimi          |
| Lundi 17 février 2025      | 20h45 | 23 | FC Annecy        | Ext. | 1 - 0 |                                         | 15   | 18e    | 4 768     |                                            |                  |
| Samedi 22 février 2025     | 14h00 | 24 | Pau FC           | Dom. | 2 - 2 | M'Vila 10e, Thomas 59e                  | 16   | 18e    | 15 231    | Traoré, Gaucho, Mendy, Gaudin, M'Vila      | Thomas           |
| Vendredi 28 février 2025   | 20h00 | 25 | Clermont Foot 63 | Ext. | 0 - 1 | Coulibaly 86e                           | 19   | 18e    | 4 478     | Henry, Gaucho                              |                  |
| Vendredi 7 mars 2025       | 20h00 | 26 | Stade lavallois  | Dom. | 0 - 1 |                                         | 19   | 18e    | 17 746    | Gaucho, Gaudin                             |                  |
| Vendredi 14 mars 2025      | 20h00 | 27 | Amiens SC        | Ext. | 1 - 0 |                                         | 19   | 18e    | 12 212    | M'Vila                                     |                  |
| Lundi 31 mars 2025         | 20h45 | 28 | Paris FC         | Ext. | 4 - 2 | Kyeremeh 82e, Tourraine 90+2e (csc)     | 19   | 18e    | 9 927     | Henry, Lebreton                            |                  |
| Samedi 5 avril 2025        | 14h00 | 29 | FC Metz          | Dom. | 2 - 2 | Grandsir 47e, Lebreton 68e              | 20   | 18e    | 16 555    | Lebreton, Traoré, M'Vila                   |                  |
| Vendredi 11 avril 2025     | 20h00 | 30 | Rodez AF         | Ext. | 2 - 2 | Lebreton 60e,Kyeremeh 83e               | 21   | 18e    | 4 760     | Gaudin                                     | Le Bihan         |
| Vendredi 18 avril 2025     | 20h00 | 31 | FC Martigues     | Dom. | 0 - 3 |                                         | 21   | 18e    | 18 674    |                                            |                  |
| Samedi 26 avril 2025       | 20h00 | 32 | FC Lorient       | Ext. | 4 - 0 |                                         | 21   | 18e    | 14 535    | M'Vila                                     |                  |
| Vendredi 2 mai 2025        | 20h00 | 33 | Red Star FC      | Dom. | 1 - 1 | Najim 72e                               | 22   | 18e    | 12 190    |                                            |                  |
| Samedi 10 mai 2025         | 17h00 | 34 | SC Bastia        | Ext. | 2 - 1 | Najim 28e                               | 22   | 18e    | 9 757     | Lebreton, Le Bihan                         |                  |

Extrait du classement de Ligue 2 2024-2025
| Rang | Équipe             | Pts | J  | G | N  | P  | Bp | Bc | Diff | Promotion ou relégation                  |
| ---- | ------------------ | --- | -- | - | -- | -- | -- | -- | ---- | ---------------------------------------- |
| 14   | Rodez AF           | 39  | 34 | 9 | 12 | 13 | 56 | 54 | +2   |                                          |
| 15   | Red Star FC P      | 38  | 34 | 9 | 11 | 14 | 37 | 51 | −14  |                                          |
| 16   | Clermont Foot 63 R | 33  | 34 | 7 | 12 | 15 | 30 | 46 | −16  | Participation aux barrages de relégation |
| 17   | FC Martigues P     | 32  | 34 | 9 | 5  | 20 | 29 | 56 | −27  | Relégation en National                   |
| 18   | SM Caen            | 22  | 34 | 5 | 7  | 22 | 31 | 58 | −27  | Relégation en National                   |

### Coupe de France
Le Stade Malherbe effectue son entrée dans la compétition le week-end du 16-17 novembre, lors du 7e tour face au C' Chartres Football, club pensionnaire de National 3 (5e division).
Les Malherbistes se qualifient pour le tour suivant grâce à sa victoire 4 buts à 0, des buts tous marqués en 1re période qui permettent de faire participer des jeunes joueurs en 2e période. 

Pour le 8e tour, le Stade Malherbe doit se déplacer sur la pelouse de l'US Bolbec, club de la région havraise, pensionnaire de Régional 1 (6e division). L'US Bolbec rencontre des difficultés pour organiser le match, leur stade habituel n'étant pas homologué pour recevoir un club de Ligue 2. Une solution de repli est trouvée pour jouer à Pavilly (village proche de Rouen), mais le préfet de la Seine-Maritime craignant des affrontements entre supporters rouennais et caennais, la décision est prise d'inverser le match. Le SM Caen remporte la rencontre sur le score de 6-0 et se qualifie pour les 1/32e de finale.
| 7e tour                | (N3) C'Chartres | 0 - 4   | Stade Malherbe Caen (L2)                                                                   | | |
| 16 novembre 2024 13h45 |                 | (0 - 4) | 3e Brahimi ( Mendy) · 7e Le Bihan ( Rajot) · 23e Mendy ( Thomas) · 39e Brahimi ( Kyeremeh) | Stade Jacques Couvret, Chartres Diffuseur : France 3 Normandie Arbitrage : Pierre Retail Arbitres assistants : Stephan Luzi & Julien Reynet | Stade Jacques Couvret, Chartres Diffuseur : France 3 Normandie Arbitrage : Pierre Retail Arbitres assistants : Stephan Luzi & Julien Reynet |
| 16 novembre 2024 13h45 | Rapport         |         |                                                                                            | Stade Jacques Couvret, Chartres Diffuseur : France 3 Normandie Arbitrage : Pierre Retail Arbitres assistants : Stephan Luzi & Julien Reynet | Stade Jacques Couvret, Chartres Diffuseur : France 3 Normandie Arbitrage : Pierre Retail Arbitres assistants : Stephan Luzi & Julien Reynet |

| 8e tour                | (L2) Stade Malherbe Caen | 6 - 0   | US Bolbec (R1) | | |
| 30 novembre 2024 13h30 | ( Autret) Le Bihan 21e · ( Debohi) Autret 48e · Kyeremeh 58e · ( Brahimi) Mendy 65e · ( Autret) Brahimi 77e · ( Mendy) Kyeremeh 87e | (1 - 0) |                | Stade Michel d'Ornano, Caen Spectateurs : 1 377 Arbitrage : Edgar Barenton Arbitres assistants : Yann Thenard & Cédric Le Paih | Stade Michel d'Ornano, Caen Spectateurs : 1 377 Arbitrage : Edgar Barenton Arbitres assistants : Yann Thenard & Cédric Le Paih |
| 30 novembre 2024 13h30 | Rapport |         |                | Stade Michel d'Ornano, Caen Spectateurs : 1 377 Arbitrage : Edgar Barenton Arbitres assistants : Yann Thenard & Cédric Le Paih | Stade Michel d'Ornano, Caen Spectateurs : 1 377 Arbitrage : Edgar Barenton Arbitres assistants : Yann Thenard & Cédric Le Paih |

| 1/32e de finale        | (L2) En Avant Guingamp                         | 2 - 1   | (L2) Stade Malherbe Caen | | |
| 22 décembre 2024 17h30 | ( Picard) Luvambo 80e · ( Sidibé) Picard 90+2e | (0 - 0) | 86e Mendy ( Brahimi)     | Stade du Roudourou Guingamp Spectateurs : 7 350 Diffuseur : BeIn Sports Arbitrage : Jerôme Brisard Arbitres assistants : Alexis Auger & Olivier Studer | Stade du Roudourou Guingamp Spectateurs : 7 350 Diffuseur : BeIn Sports Arbitrage : Jerôme Brisard Arbitres assistants : Alexis Auger & Olivier Studer |
| 22 décembre 2024 17h30 | Rapport                                        |         |                          | Stade du Roudourou Guingamp Spectateurs : 7 350 Diffuseur : BeIn Sports Arbitrage : Jerôme Brisard Arbitres assistants : Alexis Auger & Olivier Studer | Stade du Roudourou Guingamp Spectateurs : 7 350 Diffuseur : BeIn Sports Arbitrage : Jerôme Brisard Arbitres assistants : Alexis Auger & Olivier Studer |

## Statistiques

### Buteurs et passeurs (toutes compétitions)
Mis à jour après : SC Bastia - SMC (34e journée), le 10 mai 2025.
| Rang   | Joueur           | Ligue 2 | Coupe de France | Total |
| ------ | ---------------- | ------- | --------------- | ----- |
| 1      | Alexandre Mendy  | 8       | 3               | 11    |
| 2      | Bilal Brahimi    | 3       | 3               | 6     |
| 3      | Noé Lebreton     | 4       | 0               | 4     |
| 3      | Godson Kyeremeh  | 2       | 2               | 4     |
| 5      | Tidiam Gomis     | 2       | 0               | 2     |
| 5      | Romain Thomas    | 2       | 0               | 2     |
| 5      | Kalifa Coulibaly | 2       | 0               | 2     |
| 5      | Ilyes Najim      | 2       | 0               | 2     |
| 5      | Mickaël Le Bihan | 0       | 2               | 2     |
| 10     | Lorenzo Rajot    | 1       | 0               | 1     |
| 10     | Daylam Meddah    | 1       | 0               | 1     |
| 10     | Gabin Tomé       | 1       | 0               | 1     |
| 10     | Yann M'Vila      | 1       | 0               | 1     |
| 10     | Samuel Grandsir  | 1       | 0               | 1     |
| 10     | Mathias Autret   | 0       | 1               | 1     |
| C.S.C. | C.S.C.           | 1       | 0               | 1     |
| TOTAL  | TOTAL            | 31      | 11              | 42    |

| Rang  | Joueur           | Ligue 2 | Coupe de France | Total |
| ----- | ---------------- | ------- | --------------- | ----- |
| 1     | Bilal Brahimi    | 5       | 2               | 7     |
| 2     | Alexandre Mendy  | 2       | 2               | 4     |
| 3     | Godson Kyeremeh  | 2       | 1               | 3     |
| 4     | Tidiam Gomis     | 2       | 0               | 2     |
| 4     | Noé Lebreton     | 2       | 0               | 2     |
| 4     | Mathias Autret   | 0       | 2               | 2     |
| 4     | Didi Gaucho      | 1       | 1               | 2     |
| 7     | Yann M'Vila      | 1       | 0               | 1     |
| 7     | Brahim Traoré    | 1       | 0               | 1     |
| 7     | Mickaël Le Bihan | 1       | 0               | 1     |
| 7     | Ilyes Najim      | 1       | 0               | 1     |
| 7     | Jules Gaudin     | 1       | 0               | 1     |
| 7     | Yassine Benrahou | 1       | 0               | 1     |
| 7     | Lorenzo Rajot    | 0       | 1               | 1     |
| 7     | Romain Thomas    | 0       | 1               | 1     |
| TOTAL | TOTAL            | 19      | 10              | 29    |

## Équipe réserve
L'équipe réserve évolue en National 3, dans la poule D. C'est le plus haut niveau disputé par des réserves professionnelles en France cette saison-là, toutes celles évoluant en National 2 ayant été reléguées les saisons passées. 
L'équipe entraînée par Romain Leroux termine au 7e rang sur 14 et obtient le maintien espéré. Elle obtient en cours de saison le renfort d'Alexis Beka Beka, en convalescence et libéré de son contrat avec l'OGC Nice.
Les deux autres pensionnaires du championnat basés à Caen, l'ASPTT Caen et Avant-Garde caennaise, sont eux relégués en championnat régional.

### Championnat de National 3
| Date              | J. | Adversaire          | Lieu | Score | Buteurs                                  | Pts. | Class. |
| ----------------- | -- | ------------------- | ---- | ----- | ---------------------------------------- | ---- | ------ |
| 24 août 2024      | 01 | AC Ajaccio (rés.)   | Ext. | 3-1   | Miraoui                                  | 0    | 13e    |
| 31 août 2024      | 02 | ASPTT Caen          | Dom. | 1-0   | Najim                                    | 3    | 10e    |
| 8 septembre 2024  | 03 | Bretigny            | Ext. | 2-2   | Diakaté (2)                              | 4    | 10e    |
| 21 septembre 2024 | 04 | Bastia (rés.)       | Dom. | 2-2   | Pasqualini (csc),Najim                   | 5    | 8e     |
| 5 octobre 2024    | 05 | FC Grand-Quevilly   | Ext. | 0-3   | Tomé, Miaroui, Milliner                  | 8    | 7e     |
| 19 octobre 2024   | 06 | SU Dives-Cabourg    | Dom. | 1-2   | Tomé                                     | 8    | 7e     |
| 2 novembre 2024   | 07 | US Alençon          | Ext. | 2-1   | Candé                                    | 8    | 9e     |
| 9 novembre 2024   | 08 | AG Caen             | Ext. | 1-4   | Miraoui, Matondo, Milliner, Rozier       | 11   | 8e     |
| 30 novembre 2024  | 09 | Saint-Ouen-L'Aumône | Dom. | 0-1   |                                          | 11   | 9e     |
| 7 décembre 2024   | 10 | Borgo               | Ext. | 3-1   | Matondo                                  | 11   | 9e     |
| 14 décembre 2024  | 11 | Linas Montlhéry     | Dom. | 4-1   | Miraoui, Matondo, Timera, Gomis          | 14   | 8e     |
| 11 janvier 2025   | 12 | Oissel              | Ext. | 2-3   | Lepeltier, Candé, Koné                   | 17   | 7e     |
| 18 janvier 2025   | 13 | AS Chatou           | Dom. | 2-1   | Matondo, Lepeltier                       | 20   | 6e     |
| 25 janvier 2025   | 14 | ASPTT Caen          | Ext. | 0-2   | Lepeltier, Deumi Nappi                   | 23   | 4e     |
| 8 février 2025    | 15 | Brétigny            | Dom. | 1-0   | Miraoui                                  | 26   | 2e     |
| 15 février 2025   | 16 | Bastia (res.)       | Ext. | 2-1   | Niakaté                                  | 26   | 4e     |
| 22 février 2025   | 17 | FC Grand-Quevilly   | Dom. | 1-4   | Miaraoui                                 | 26   | 6e     |
| 8 mars 2025       | 18 | SU Dives-Cabourg    | Ext. | 2-0   |                                          | 26   | 7e     |
| 15 mars 2025      | 19 | US Alençon          | Dom. | 4-3   | Niakaté(2), Miliner, csc                 | 29   | 4e     |
| 22 mars 2025      | 20 | AG Caen             | Dom. | 5-0   | Timera, Miraoui (2), Deumi Nappi, Lentin | 32   | 5e     |
| 5 avril 2025      | 21 | Saint-Ouen-L'Aumône | Ext. | 1-1   | Miraoui                                  | 33   | 6e     |
| 12 avril 2025     | 22 | Borgo               | Dom. | 2-2   | Ba Loua, Matondo                         | 33   | 6e     |
| 19 avril 2025     | 23 | Linas Montlhéry     | Ext. | 2-1   | Lepeltier                                | 34   | 9e     |
| 26 avril 2025     | 24 | Oissel              | Dom. | 1-2   | Matondo                                  | 34   | 10e    |
| 10 mai 2025       | 25 | AS Chatou           | Ext. | 2-2   | Niakaté, Matondo                         | 35   | 8e     |
| 17 mai 2025       | 26 | Ajaccio (rés.)      | Dom. | 2-1   | Lapisse, Beka Beka                       | 38   | 7e     |

### Challenge espoirs
L'équipe réserve participe aussi au nouveau « challenge espoir » groupe B entre les équipes réserves des clubs professionnels. Chaque équipe joue cinq rencontres, avant une éventuelle demi-finale et finale pour les deux premiers de chaque groupe. Tous ces matchs se déroulent à huis clos.
L'équipe termine deuxième ex-æquo avec Rennes mais se classe à la 3e place à cause de la différence de buts.
| Date             | J. | Adversaire    | Lieu | Score         | Buteurs        | Pts. | Class. |
| ---------------- | -- | ------------- | ---- | ------------- | -------------- | ---- | ------ |
| 28 octobre 2024  | 01 | AJ Auxerre    | Dom. | 2-1           | Moura, Miraoui | 3    | 1er    |
| 15 novembre 2024 | 02 | AS Monaco     | Dom. | 1-1 (4-5 tab) | Niakaté        | 5    | 2e     |
| 3 février 2025   | 03 | AC Ajaccio    | Ext. | 0-1           | Candé          | 9    | 1er    |
| 27 février 2025  | 04 | Stade rennais | Dom. | 1-2           | Grothe         | 9    |        |
| 15 avril 2025    | 05 | Paris FC      | Ext. | 2-2 (2-4 tab) | Kharroubi (2)  | 11   | 3e     |

## Équipe féminine
L'équipe évolue dans le groupe A de la D3. À l'intersaison, l'équipe perd quelques joueuses cadres telles Juliette Chotard, Tatiana Bourdon et Maïwenn Olivier (centre de formation de l'OL) ; d'autres joueuses arrêtent leurs carrière comme Marion Laporte et Dorine Mamata. Au niveau recrue, le club engage la gardienne expérimentée Émmeline Mainguy, une jeune attaquante Lyna Benaïssa et l'attaquante internationale sénégalaise Korka Fall.
Elles se maintiennent à l'issue de la saison en terminant à la 9e place et première non relégable à la différence de but.

### Championnat
| Date              | J. | Adversaire       | Lieu | Score | Buteuses                     | Pts. | Class. |
| ----------------- | -- | ---------------- | ---- | ----- | ---------------------------- | ---- | ------ |
| 15 septembre 2024 | 01 | Bourges          | Ext. | 2-1   | K. Fall                      | 0    | 7e     |
| 22 septembre 2024 | 02 | Longvic          | Dom. | 1-1   | A. Fall                      | 1    | 10e    |
| 29 septembre 2024 | 03 | RC Roubaix       | Ext. | 1-0   |                              | 1    | 11e    |
| 6 octobre 2024    | 04 | Saint-Denis      | Ext. | 1-3   | Catherine, Debaecker K. Fall | 4    | 9e     |
| 13 octobre 2024   | 05 | Auxerre          | Dom. | 1-3   | K. Fall                      | 4    | 10e    |
| 10 novembre 2024  | 06 | CB Angers        | Ext. | 1-1   | K. Fall, Debaecker           | 5    | 10e    |
| 17 novembre 2024  | 07 | La Roche-sur-Yon | Dom. | 0-2   | Benaissa                     | 5    | 11e    |
| 8 décembre 2024   | 08 | Quevilly-Rouen   | Ext. | 0-1   | Van Herwijnen                | 8    | 8e     |
| 22 décembre 2024  | 09 | CPB Bréquigny    | Dom. | 3-0   | Bugna (2), Fall              | 11   | 7e     |
| 19 janvier 2025   | 10 | Stade Brestois   | Ext. | 0-2   | Benaissa, Debaecker          | 14   | 6e     |
| 2 février 2025    | 11 | AAS Sarcelles    | Dom. | 1-2   | Fall                         | 14   | 8e     |
| 16 février 2025   | 12 | Longvic          | Ext. | 2-1   | Fall                         | 14   | 8e     |
| 2 mars 2025       | 13 | RC Roubaix       | Dom. | 1-4   | Fall                         | 14   | 9e     |
| 16 mars 2025      | 14 | RC Saint-Denis   | Dom. | 2-1   | Fall, Bugna                  | 17   | 7e     |
| 23 mars 2025      | 15 | Auxerre          | Ext. | 1-0   |                              | 17   | 8e     |
| 30 mars 2025      | 16 | CB Angers        | Dom. | 4-1   | Fall (2), A Fall, Hauvet     | 20   | 7e     |
| 13 avril 2025     | 17 | La Roche-sur-Yon | Ext. | 0-0   |                              | 21   | 7e     |
| 20 avril 2025     | 18 | Quevilly-Rouen   | Dom. | 3-5   | Fall (3)                     | 21   | 8e     |
| 27 avril 2025     | 19 | CPB Bréquigny    | Ext. | 1-0   |                              | 21   | 8e     |
| 11 mai 2025       | 20 | Stade Brestois   | Dom. | 0-0   |                              | 22   | 8e     |
| 18 mai 2025       | 21 | AAS Sarcelles    | Ext. | 3-1   | Fall                         | 22   | 9e     |
| 25 mai 2025       | 22 | Bourges          | Dom. | 1-1   |                              | 23   | 9e     |

### Coupe de France
| Date            | Tour            | Adversaire    | Lieu | Résultat      | Buteuses pour le SM Caen       |
| --------------- | --------------- | ------------- | ---- | ------------- | ------------------------------ |
| 20 octobre 2024 | Phase régionale | Maladrerie OS |      | 4-4 (TAB 4-3) | Bugna, Benaïssa, Debaecker (2) |